# Українська літературна газета
«Українська Літературна Газета» (УЛГ) — у минулому місячник літератури, мистецтва, критики, наукового і громадського життя. Виходив у Мюнхені у 1955–1960 роках. Редактори Іван Кошелівець та Юрій Лавріненко.
9 жовтня 2009 року вихід друкованої газети відродили в Україні і нині вона існує як друковане та онлайнове медіа.

## Історія видання

### Друковане видання (1955—1960)
Часопис виходив у Мюнхені у 1955–1960 роках. З січня 1961 року на базі колишніх газет «Українська Літературна Газети» (1955—1960) та «Сучасна Україна» (1959—1960) почав виходити журнал «Сучасність».

### Друковане видання (з 2009)
9 жовтня 2009 року вихід друкованої газети відродили в Україні, коли побачив світ перший номер нової «Української літературної газети», яку очолив Михайло Сидоржевський.

### Онлайн-видання (з 2009)
Починаючи з 9 жовтня 2009 року, газета також має онлайн-версію, де публікуються найкращі статті.

## Критика
У серпні 2024 року Комісія з журналістської етики після розгляду скарги висловила «Українській літературній газеті» публічний осуд, зазначивши, що опублікований інтернет-виданням 9 червня 2024 року матеріал «Як Музей Ханенків і Одеський музей перетворюються на закритий пропагандистський кластер» порушує вимоги пункту 15 Кодексу етики українського журналіста.